# ライアン郡 (ケンタッキー州)

ケンタッキー州内の位置

ライアン郡（Lyon County）は、アメリカ合衆国ケンタッキー州内に位置する郡である。人口は8,080人（2000年）。郡庁所在地はエディビル（Eddyville）である。この郡はケンタッキー州選出下院議員チッテンデン・ライアン（Chittenden Lyon）の名を取って命名された。リオン郡 と表記されることもある。

## 地理
アメリカ合衆国統計局によると、この郡は総面積664 km2 (256 mi2) である。このうち559 km2 (216 mi2) が陸地で105 km2 (41 mi2) が水地域である。総面積の15.88%が水地域となっている。

### 隣接する郡
- クリッテンデン郡  (北)
- コールドウェル郡  (東)
- トリッグ郡  (南)
- マーシャル郡  (南西)
- リビングストン郡  (北西)

## 人口動勢
2000年国勢調査で、この郡は人口8,080人、2,898世帯、および2,043家族が暮らしている。人口密度は14/km2 (38/mi2) である。8/km2 (19/mi2) の平均的な密度に4,189軒の住宅が建っている。この都市の人種的な構成は白人91.86%、アフリカン・アメリカン6.72%、先住民0.30%、アジア0.17%、太平洋諸島系0.01%、その他の人種0.40%、および混血0.54%である。ここの人口の0.73%はヒスパニックまたはラテン系である。
この郡内の住民は15.80%が18歳未満の未成年、18歳以上24歳以下が7.50%、25歳以上44歳以下が32.90%、45歳以上64歳以下が27.00%、および65歳以上が16.80%にわたっている。中央値年齢は42歳である。女性100人ごとに対して男性は133.50人である。18歳以上の女性100人ごとに対して男性は138.10人である。
この郡内の世帯ごとの平均的な収入は31,694米ドルであり、家族ごとの平均的な収入は39,940米ドルである。男性は36,034米ドルに対して女性は21,806米ドルの平均的な収入がある。この郡の一人当たりの収入 (per capita income) は16,016米ドルである。人口の12.70%および家族の10.20% は貧困線以下である。全人口のうち18歳未満の17.30%および65歳以上の13.30%は貧困線以下の生活を送っている。

## 主な市町村
- エディビル（Eddyville）
- カッタワ（Kuttawa）